# Haras de Khrenov
Le haras de Khrenov est un haras russe fondé par le comte Alexei Orlov. En octobre 1776, Catherine II lui a accordé 325 000 acres de steppes dans la province de Voronej, en remerciement de ses services. Il y créée le haras de Khrenov, qui accueille jusqu'à 3000 chevaux, dont 600 poulinières. Il est à l'origine des races du trotteur Orlov et de l'Orlov-Rostopchin.
Pendant la Seconde Guerre mondiale, en 1942, les chevaux de ce haras sont déplacés dans l'Oural, pour éviter qu'ils ne soient pris par les Allemands.